# Jan Baykowski
Jan Baykowski (Jan Bajkowski) z Zalesia herbu Lubicz (ur. 1590, zm. 1651) – polski duchowny rzymskokatolicki, biskup pomocniczy poznański, oficjał generalny poznański, archidiakon śremski, kanonik gnieźnieńskiej kapituły katedralnej.

## Życiorys
Syn Sebastiana z Zalesia Bajkowskiego herbu Lubicz i Doroty z Cybarzewa Szorcówny herbu Mora.
2 grudnia 1626 papież Urban VIII prekonizował go biskupem pomocniczym poznańskim oraz biskupem in partibus infidelium enneńskim. 1 maja 1627 przyjął sakrę biskupią z rąk biskupa Perugii i kardynała protektora Królestwa Polskiego Cosimo de Torresa. Współkonsekratorami byli abp Joannes Mattaeus Caryophyllis oraz bp Germanicus Mantica.
Pochowany w katedrze śś. Apostołów Piotra i Pawła w Poznaniu.